# Krueger Manufacturing Company
Krueger Manufacturing Company war ein US-amerikanischer Hersteller von Automobilen.

## Unternehmensgeschichte
Die Brüder Harry F. und William F. Krueger gründeten 1905 das Unternehmen. Der Sitz war in Milwaukee in Wisconsin. Sie begannen mit der Produktion von Automobilen. Der Markenname lautete von 1905 bis 1906 Eclipse und später im Jahr 1906 Krueger. Noch 1906 endete die Produktion.
Es gab keine Verbindungen zu den anderen Herstellern von Autos der Marke Eclipse: Eclipse Automobile Company, Eclipse Machine Company (Ohio), Eclipse Machine Division, Eclipse Machine Company (Michigan) und Eclipse Motor Car Company.

## Fahrzeuge

### Markenname Eclipse
Das Model A hatte einen luftgekühlten Einzylindermotor. Er trieb über ein Planetengetriebe und eine Kardanwelle die Hinterachse an. Das Fahrgestell hatte 218 cm Radstand. Zur Wahl standen ein leichter Tourenwagen und ein leichter Lieferwagen. Ungewöhnlich für die damalige Zeit war die Linkslenkung.
Das Model B hatte einen Zweizylindermotor mit 22 PS Leistung. Der offene Tourenwagen bot Platz für fünf Personen.

### Markenname Krueger
Im Angebot stand nur das Model C als Nachfolger des bisherigen Model B. Der Zweizylindermotor leistete 20 PS. Der Radstand betrug 254 cm. Die Karosseriebauform war erneut ein fünfsitziger Tourenwagen.

## Modellübersicht
| Jahr      | Marke   | Modell  | Zylinder | Leistung (PS) | Radstand (cm) | Aufbau                                              |
| --------- | ------- | ------- | -------- | ------------- | ------------- | --------------------------------------------------- |
| 1905–1906 | Eclipse | Model A | 1        |               | 218           | leichter Tourenwagen 5-sitzig, leichter Lieferwagen |
| 1905–1906 | Eclipse | Model B | 2        | 22            |               | Tourenwagen 5-sitzig                                |
| 1906      | Krueger | Model C | 2        | 20            | 254           | Tourenwagen 5-sitzig                                |